# Elisabeth de Clare

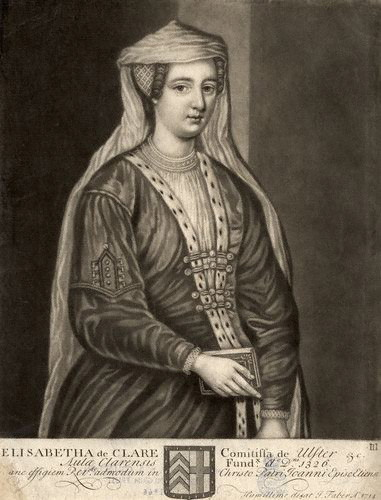
Elisabeth de Clare.

Elisabeth de Clare (Tewkesbury, 16 september 1295 - Ware, 4 november 1360) was een Engelse edelvrouw. Ze behoorde tot het machtige Anglonormandische geslacht de Clare.

## Levensloop

### Jeugd en herkomst
Elisabeth was de jongste dochter van Gilbert de Clare, graaf van Gloucester en Hertford, uit diens tweede huwelijk met Johanna van Akko, een dochter van koning Eduard I van Engeland. Haar vader was een van de rijkste en machtigste edelen van Engeland.

### Huwelijken en de opdeling van de erfenis van haar familie
In 1308 begeleidde ze haar enige broer Gilbert naar Ierland, waar hij op 29 september huwde met Maud de Burgh, dochter van Richard de Burgh, graaf van Ulster. Een dag later huwde Elisabeth zelf met Mauds broer John de Burgh (1286-1313). Ze bleef na het huwelijk in Ierland wonen, ook nadat haar echtgenoot op 18 juni 1313 sneuvelde in een gevecht. 
In 1314 sneuvelde haar broer Gilbert in de Slag bij Bannockburn, zonder nakomelingen na te laten. Volgens het erfverdrag dat Elisabeths vader met koning Eduard I van Engeland had afgesloten, waren Elisabeth en haar zussen Eleonora en Margaretha de enige erfgenamen van de omvangrijke bezittingen van de familie de Clare. Koning Eduard II stelde de verdeling echter uit, omdat Gilberts weduwe Maud de Burgh zwanger beweerde te zijn, en profiteerde hiervan om de zussen uit te huwelijken aan trouwe hovelingen en zo de adellijke oppositie onder leiding van Thomas van Lancaster te counteren. Hij riep Elisabeth terug uit Ierland en wees haar als residentie het kasteel van Bristol aan.
In Bristol werd Elisabeth op 3 februari 1316, vermoedelijk tegen haar wil, ontvoerd door baron Theobald de Verdon (1278-1316), met wie ze de dag nadien moest trouwen. Het huwelijk duurde nog geen zes maanden, aangezien de Verdon eind juli 1316 overleed. Nadien trok Elisabeth zich terug in de priorij van Amesbury, waar ze in maart 1317 een postume dochter baarde.
Nog tijdens haar zwangerschap drong koning Eduard II erop aan dat Elisabeth zou huwen met zijn hoveling Roger d'Amory. Op 3 mei 1317 vond hun huwelijk uiteindelijk plaats. Ook haar twee zussen waren nu met trouwe hovelingen van de koning gehuwd. Later in 1317 werden de bezittingen van de familie de Clare verdeeld tussen Elisabeth, Eleonora, Margaretha en hun echtgenoten. Elisabeth kreeg het grootste deel van de heerlijkheid Clare met Clare Castle toegewezen, net als Cranborne en andere landgoederen in Dorset. Daarnaast verwierf ze een derde van de heerlijkheid Kilkenny in Ierland. Op 15 november 1317 kwam ze officieel in bezit van haar erfdeel. Een derde van de erfenis viel als weduwegoed aan Gilberts weduwe Maud de Burgh. Na haar dood in 1320 werden haar bezittingen verdeeld onder de drie zussen. Ze verwierf toen Usk en Caerleon in Zuidoost-Wales.

### Erfstrijd met Hugh le Despenser
Hugh le Despenser de Jongere, de echtgenoot van haar zus Eleonora, was door de erfenis tot een machtige baron uitgegroeid. In 1318 werd hij kamerheer van koning Eduard II en verdrong hij Elisabeths derde echtgenoot Roger d'Amory van het hof. Hij eiste van Hugh de Audley, de man van haar zus Margaretha, dat hij het Welshe Wentloog ruilde voor enkele minderwaardige bezittingen in Engeland. Daarnaast probeerde hij bezittingen in Zuidoost-Wales te verwerven, om zo een samenhangend territorium in de Welsh Marches uit te bouwen. Roger d'Amory begon zich steeds meer af te zetten tegen Despensers ambities en sloot  zich in 1321 aan bij de opstand van de edelen in de Welsh Marches tegen Despenser. Deze revolte, beter bekend als de Despenser War, was aanvankelijk succesvol en Despenser moest zelfs in ballingschap gaan. Uiteindelijk sloeg de koning de opstand begin 1322 alsnog neer. 
Nadat Roger d'Amory in april 1322 het kasteel van Tutbury had moeten overgeven, overleed hij enkele dagen later in gevangenschap. Elisabeth zelf was korte tijd voordien gevangengenomen in het kasteel van Usk en werd samen met haar kinderen naar de Abdij van Barking gebracht. Daar dwong Hugh le Despenser haar om Usk om te ruilen voor het minderwaardige Gower, dat hij in hetzelfde jaar via een omstreden verdrag had verworven. Elisabeth moest Gower niet veel later teruggeven aan de oorspronkelijke eigenaar William de Broase, die het op zijn beurt aan Hugh le Despenser de Oudere, de vader van Despenser de Jongere, schonk. Op 2 november 1322 kreeg Elisabeth haar landerijen in Engeland terug, maar de koning weigerde haar een schadevergoeding te betalen voor het verlies van haar Welshe bezittingen.
In de herfst van 1326 steunde Elisabeth de invasie van koningin Isabella en Roger Mortimer, die tot de val van Eduard II en Despenser de Jongere zou leiden. Op 26 februari 1327 kreeg ze van de nieuwe machthebbers haar bezittingen in de Welsh Marches terug.

### Latere leven
Na de dood van Roger d'Amory zou Elisabeth niet meer hertrouwen. Toch is haar verdere leven goed gedocumenteerd, omdat talrijke rekeningen en archieven uit haar huishouden bewaard gebleven zijn. Ze had talrijke vrienden onder de hoge adel en onderhield goede contacten met haar kinderen en kleinkinderen. Elisabeth bekommerde zich zelf om het beheer van haar omvangrijke bezittingen. Naast de erfenis van haar vader, was ze door haar huwelijk met John de Burgh ook vrouwe van Ulster, dat ze door gevolmachtigde liet beheren. Als weduwe van Theobald de Verdon bezat ze als weduwegoed verschillende gronden in Engeland en Ierland en door haar huwelijk met John d'Amory had ze enige kleine landgoederen verworven. Door de inkomsten uit haar talrijke bezittingen was ze een van de rijkste edelvrouwen van Engeland. Ze resideerde voornamelijk in het kasteel van Clare, de abdij van Anglesey nabij Cambridge en het Great Bardfield in Essex. Af en toe bezocht ze ook het kasteel van Usk in Wales, dat ze verder liet uitbouwen. In 1352 stichtte ze in de buurt van het Minorietenklooster bij Londen een huis, waar ze een deel van het jaar doorbracht.
Elisabeth stond bekend als een vrome vrouw en gulle donatrice. In 1343 legde ze een kuisheidsgelofte af. Zij ondernam vaak pelgrimsreizen naar Canterbury, Walsingham en Bromholm. Ook schonk ze donaties aan oude kerken en kloosters die met de familie de Clare verbonden waren, zoals de Abdij van Anglesey in Cambridgeshire en het Augustijnenklooster van Clare. Nadat de Augustijner-koorheren uit Walsingham werden ontzet, wier beschermvrouwe ze was, stichtte Elisabeth in 1347 in hetzelfde oord een Franciscanenklooster. In 1336 deed ze eerste, in 1338 een meer grootschalige schenking aan de University Hall, een in 1326 gesticht college in Cambridge. Haar schenkingen werden echter pas rechtsgeldig nadat ze in 1346 de hoofdpatrones van het college was geworden. In 1359 liet ze nog statuten opstellen voor University Hall, dat informeel Clare Hall werd genoemd.
Elisabeth de Clare stierf in november 1360 op 65-jarige leeftijd. Ze werd bijgezet in de Minorietenkerk van Stepney, dat niet bewaard is gebleven. In 1355 had ze haar testament opgesteld, waarin ze grootschalige schenkingen deed aan het Minorietenklooster van Aldgate en University Hall

## Nakomelingen
Elisabeth had drie kinderen, een uit elk huwelijk:
- Met John de Burgh had ze een zoon:
  - William de Burgh (1312-1333), huwde in 1327 met Mathilde van Lancaster, dochter van graaf Hendrik van Lancaster
- Met Theobald de Verdon had ze een dochter:
  - Isabel de Verdon (1317-1349), huwde voor 1331 met baron Henry Ferrers
- Met Roger d'Amory had ze nog een dochter:
  - Elizabeth d'Amory (1318-1360), huwde met baron John Bardolf